# جورج إملن روزفلت
جورج إملن روزفلت هو سياسي أمريكي، ولد في 13 أكتوبر 1887 في نيويورك في الولايات المتحدة، وتوفي في 4 سبتمبر 1963 في أويستر باي في الولايات المتحدة.